# گاستون روکسل

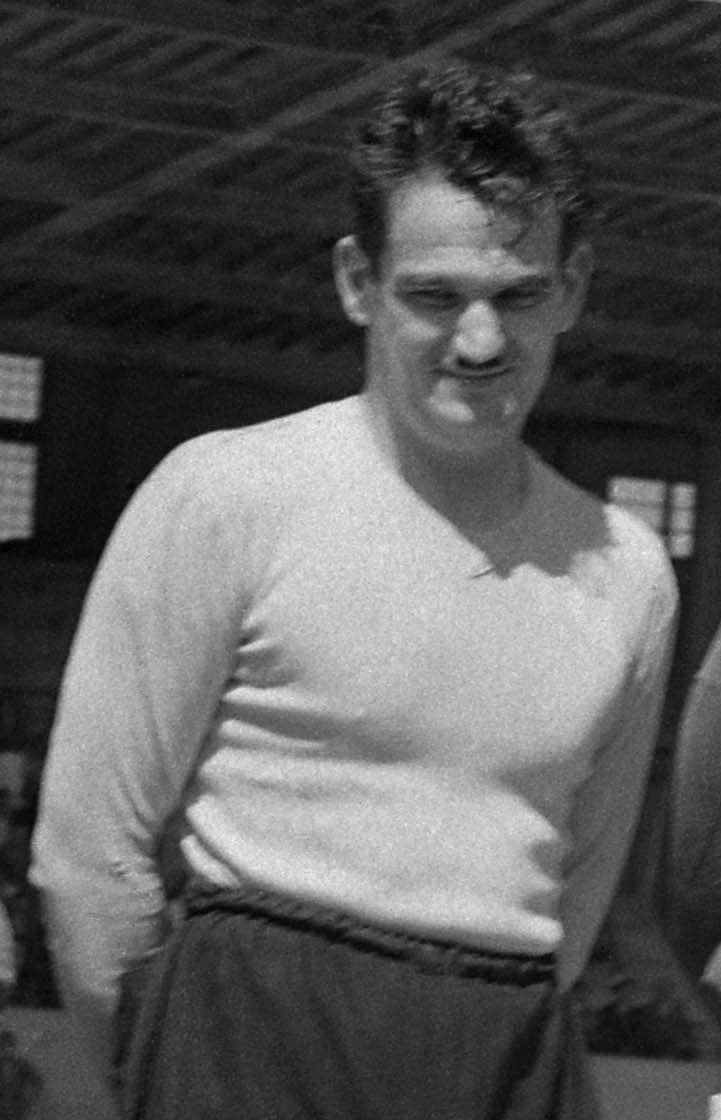
گاستون روکسل در سال ۱۹۵۳

گاستون روکسل (فرانسوی: Gaston Rouxel‎؛ زادهٔ ۲۴ ژانویهٔ ۱۹۲۶) بازیکن فوتبال اهل فرانسه بود.
وی در تیم ملی فوتبال فرانسه بازی کرده‌است.